# Светлый (Отрадненский район)
Светлый — посёлок в Отрадненском районе Краснодарского края.
Входит в состав Благодарненского сельского поселения.

## География

### Улицы
- ул. Мичурина,
- ул. Октябрьская,
- ул. Первомайская,
- ул. Спортивная,
- ул. Урожайная.

## История
Посёлок основан в 1931 году.

## Население
| 2002 | 2010 |
| ---- | ---- |
| 187  | ↗210 |